# Giovanni Battista Ferro
Giovanni Battista Ferro, uváděný též jako Joan Baptista Ferro, byl původem italský malíř.
Působil v Praze jako dvorní malíř Ferdinanda I. Habsburského v letech 1539 až 1548/1550. Byl pověřen freskovou výzdobou Vladislavského sálu. Na stěnách a mezi okny sálu měla vzniknout portrétní galerie českých panovníků a členů Ferdinandovy rodiny.
Portrétní výzdoba sálu však nebyla realizována pro nákladnost a technické obtíže způsobené požárem Pražského hradu v roce 1541.

## Umělecká tvorba
Životopisná data Giovanni Battisty Ferra, stejně jako údaje o učňovských létech chybějí. Po požáru Pražského hradu (1541) se Ferdinand I. Habsburský rozhodl nechat opravit a nově vyzdobit nejen Vladislavský sál, ale i Sněmovnu. Pro tento účel povolal ze Salcburku do Prahy malíře Giovanniho Battistu Ferra, aby připravil vše potřebné pro započetí oprav. Jím navržená cena se však ukázala příliš vysokou, a navíc, dohlížející arcivévoda Ferdinand II. práce zastavil pro obavu, že by malba z poškozených zdí mohla brzy opadat. Z nerealizovaného návrhu se dochovala jen Ferrova kresba jako návrh vlysu s dekorativní iniciálou Ferdinanda I. Habsburského a se dvěma zkříženými větvemi s korunkami.
Vedlejší sál Staré sněmovny měl také projít stavebními úpravami podle dochovaného projektu. Vykazuje italský vliv a historici umění nevylučují, že se na projektovém nákresu podílel malíř Francesco Terzio. Přestavba Sněmovny však započala až v roce 1559. Na návrhu a na počáteční realizaci výzdoby postavami panovníků v nadživotní velikosti začal v roce 1563 pracovat již jiný malíř a to Domenico Pozzo (činný 1561-1570) z Milána.